# Castanoguina extua
Castanoguina extua är en insektsart som beskrevs av Young 1986. Castanoguina extua ingår i släktet Castanoguina och familjen dvärgstritar. Inga underarter finns listade i Catalogue of Life.